# قورباغه بنفش
قورباغه بنفش (نام علمی: Nasikabatrachus sahyadrensis) گونه‌ای قورباغه متعلق به خانواده قورباغه‌های سیشل است. این نوع قورباغه در گهات غربی هند یافت می‌شود. .